# Gobiesox multitentaculus
Gobiesox multitentaculus — вид риб родини Присоскоперові (Gobiesocidae).Вид зустрічається на сході Тихого океану від берегів Панами до Перу.